# Communion (Septicflesh)
Communion è il settimo album studio della band Greca death metal Septicflesh. È stato pubblicato in tutto il mondo il 17 marzo 2008, e negli Stati Uniti il 25 marzo 2008, entrambe le date sotto l'etichetta Francese Season of Mist. L'album è il primo pubblicato dalla separazione della band, dopo la pubblicazione di Sumerian Daemons, nel 2003.

## Testi e musiche
Communion combina la brutalità e la durezza del Death metal con le atmosfere oscure del Gothic metal, insieme ad alcune influenze Black metal. L'album contiene un'orchestra e un coro di 100 musicisti in tutto (che attribuiscono un tono classico alle canzoni) accompagnati da Chris Antoniou, responsabile degli arrangiamenti.
Il chitarrista Sotiris Vayenas spiega che il titolo dell'album significa "comunicazione entità non-umane."
Il tema principale dell'album è la mitologia, con elementi provenienti da varie civiltà antiche, inclusi gli Egizi, i Greci e i Sumeri.

## Tracce
Tutti i testi di Sotiris V., tutte le musiche composte dai Septicflesh
1. Lovecraft's Death -4:08
2. Anubis -4:17
3. Communion -3:25
4. Babel's Gate -2:57
5. We, The Gods -3:49
6. Sunlight/Moonlight -4:08
7. Persepolis -6:08
8. Sangreal -5:16
9. Narcissus -3:59

## Formazione
- Seth Siro Anton – basso, voce, copertina del disco
- Sotiris V. – chitarra, clean vocals
- Christos Antoniou – chitarra, campionatore, orchestra
- Fotis Benardo – batteria
- Marios Iliopoulos – assolo in "Babel's Gate"
- Fredrik Nordström – gestione dell'audio, produttore
- Henric Udd – gestione dell'audio
- Peter in de Betou – mastering